# Hiérarchie BBGKY
La hiérarchie BBGKY (pour les initiales de : Bogolioubov, Born, Green, Kirkwood et Yvon) est une méthode permettant d'exprimer l'équation descriptive de la fonction de distribution d'un système à N corps sous forme d'une série d'équations de rang plus faible et ainsi de permettre diverses approximations. 

## Auteurs
Plusieurs physiciens ont publié des travaux qui ont conduit à ce que l'on appelle aujourd'hui la hiérarchie BBGKY. Ce sont dans l'ordre alphabétique :
| B  | Nikolaï Bogolioubov, (1946)      |
| BG | Max Born et Herbert Green (1946) |
| K  | John Kirkwood (1946)             |
| Y  | Jacques Yvon (1935)              |

Yvon a développé en 1935 la notion de fonction de distribution à N particules. En 1946 divers physiciens ont publié des résultats utilisant la méthode décrite ici.

## Formulation
L'évolution d'un système classique constitué de N particules est donné par l'évolution de la fonction de distribution :
{\displaystyle f_{N}=f_{N}(\mathbf {q} _{1}\dots \mathbf {q} _{N},\mathbf {p} _{1}\dots \mathbf {p} _{N},t)}
où les qi sont les coordonnées généralisées du système et les pi les quantités de mouvement de chaque particule. Il y a donc 6N variables dans un espace tridimensionnel.
Cette évolution est donnée par l'équation de Liouville :
{\displaystyle {\frac {\partial f_{N}}{\partial t}}+\sum _{i=1}^{N}{\dot {\mathbf {q} }}_{i}{\frac {\partial f_{N}}{\partial \mathbf {q} _{i}}}-\sum _{i=1}^{N}\left({\frac {\partial \Phi _{i}^{ext}}{\partial \mathbf {q} _{i}}}+\sum _{j=1}^{N}{\frac {\partial \Phi _{ij}}{\partial \mathbf {q} _{i}}}\right){\frac {\partial f_{N}}{\partial \mathbf {p} _{i}}}=0}
où
| {\displaystyle \Phi _{ij}}      | est le potentiel d'interaction des particules i et j, |
| {\displaystyle \Phi _{i}^{ext}} | un éventuel potentiel externe.                        |
On définit à présent des fonctions de distribution pour des ensembles de 2, 3..., s particules :
{\displaystyle f_{s}=f_{s}(\mathbf {q} _{1}\dots \mathbf {q} _{s},\mathbf {p} _{1}\dots \mathbf {p} _{s},t)}
En intégrant par parties l'équation de Liouville on obtient une hiérarchie d'équations pour chacun des ensembles :
{\displaystyle {\frac {\partial f_{s}}{\partial t}}+\sum _{i=1}^{s}{\dot {\mathbf {q} }}_{i}{\frac {\partial f_{s}}{\partial \mathbf {q} _{i}}}-\sum _{i=1}^{s}\left({\frac {\partial \Phi _{i}^{ext}}{\partial \mathbf {q} _{i}}}+\sum _{j=1}^{s}{\frac {\partial \Phi _{ij}}{\partial \mathbf {q} _{i}}}\right){\frac {\partial f_{s}}{\partial \mathbf {p} _{i}}}=(N-s)\sum _{i=1}^{s}{\frac {\partial }{\partial \mathbf {p} _{i}}}\int {\frac {\partial \Phi _{i\,s+1}}{\partial \mathbf {q} _{i}}}\,f_{s+1}\,d\mathbf {q} _{s+1}d\mathbf {p} _{s+1}}
Chaque équation sur fs fait apparaître au second membre toutes les fonctions de distribution d'ordre plus élevé. Telle quelle cette équation est équivalente à la précédente. Son intérêt est de permettre une troncation à l'ordre s en supposant que l'on sait exprimer fs+1 en fonction des termes de rang inférieur. Un exemple est l'équation de Vlassov dans laquelle on s'arrête à l'ordre 1 et on effectue une approximation de champ moyen :
{\displaystyle f_{2}(\mathbf {q} _{1},\mathbf {q} _{2},\mathbf {p} _{1},\mathbf {p} _{2},t)\simeq f_{1}(\mathbf {q} _{1},\mathbf {p} _{1},t)f_{1}(\mathbf {q} _{2},\mathbf {p} _{2},t)}.